# Ardisia malipoensis
Ardisia malipoensis är en viveväxtart som beskrevs av C.M. Hu. Ardisia malipoensis ingår i släktet Ardisia och familjen viveväxter. Inga underarter finns listade i Catalogue of Life.